# Молли Би-Дэм
Молли Би-Дэм (англ. Molly B'Damn, настоящее имя Мэгги Холл (Maggie Hall); 26 декабря 1853, Ирландия, Дублин — 17 января 1888, Марри, Айдахо, США) — американская проститутка ирландского происхождения.

## Биография
Мэгги родилась в католической семье, получила хорошее образование. В возрасте 20 лет переехала в Нью-Йорк. Здесь она устроилась работать в бар официанткой, где познакомилась с человеком по фамилии Бердан. Он был сыном богатых родителей, содержавших его.
Вскоре они тайно поженились. Свадьбу решили держать в тайне, чтобы родители Бердана, узнав о столь неравном браке, не отказали сыну в финансировании. Однако секрет не долго оставался секретом. Молодожёны остались без средств к существованию. Молли попыталась вернуться в бар, но её муж был против этого. Он предпочёл стать сутенёром, торгуя телом собственной жены. Так он надеялся расплатиться с собственными карточными долгами. Он же и сменил её имя на более звучное — Молли.
В 1884 году Молли прочла в газете, что в Марри (штат Айдахо) открыто золотое месторождение, после чего она сбежала от мужа на запад. На последнем этапе пути, где железной дороги уже не было, Молли купила лошадь и присоединилась к обозу. По пути начался сильный снегопад, на перевале Томпсон (Вайоминг) одна из женщин, шедшая пешком с маленьким ребёнком, начала отставать, замерзать и падать. Молли достала свою теплую одежду из багажа, отпустила обоз и осталась с женщиной. Ночь они провели в придорожной хижине, укрываясь шубами, а утром смогли продолжить путь и доехать до обоза. Никто не ожидал увидеть их вновь живыми. Кто-то спросил имя женщины. Она ответила «Молли Бердан», однако её не расслышали и назвали «Молли Би-Дэм» (игра слов — «Молли Будь-Ты-Проклята»). Это прозвище и прилипло к ней.
В Марри Молли открыла бордель. Женщин в городе вообще было немного, а конкуренток не было вовсе, поэтому её заведение процветало. Так, в дни выплаты получки на рудниках, она устраивала представление с приёмом ванны. Во двор вытаскивали ванну, наполняли её водой, а затем посетители бросали в ванну монетки. Когда же дно оказывалось покрыто, Молли раздевалась и залезала в ванну, где и сидела, общаясь с публикой и обмениваясь непристойными шутками. За особую плату иногда кому-нибудь симпатичному дозволялось потереть ей спину.
С «девочками» она, по всеобщему признанию, обходилась очень хорошо, те всегда могли рассчитывать на помощь со стороны Молли.
В 1886 году в городе началась эпидемия оспы. Горожане оказались испуганы, попрятались по домам. Однако Молли, в отличие от прочих, не стала прятаться. Она с со своими «девочками» разбили полевой госпиталь, куда привозили больных. К ним присоединился городской доктор, а вскоре и некоторые другие горожане. Молли выполняла работу медсестры с утра до ночи, не обращая внимания на усталость и холод, до окончания эпидемии.
Молли стала местной знаменитостью благодаря своей доброте и сострадательности. В её честь горожане даже назвали ежегодный городской праздник «Molly B’Damn Gold Rush Days». Однако ей недолго пришлось пользоваться славой. В январе 1888 года она скончалась от туберкулёза.
Католические священники отказались отпевать её, поэтому поминальную службу провёл методистский священник. В день её похорон в городе был объявлен траур, закрыты все увеселительные заведения, а на церемонию пришло несколько тысяч человек.
Она похоронена на кладбище Марри, на могиле указан неверный возраст в 35 лет, но, по её предсмертной просьбе, указано настоящее имя — Мэгги Холл.

## Память
- В США, в штате Айдахо, существует отель, названный именем Молли Би-Дэм[1].
- Также в США издана книга Molly B'Damn, The Silver Dove Of The Coeur d'Alenes, автор A. Jaydee.